# رمز المكانة
رمز المكانة أي رمز الحالة الاجتماعية أو المميزة هو مَعْلَم محسوس مرئي وخارجي يدل على مكانة الفرد الاجتماعية ومؤشر محسوس على حالته الاجتماعية أو الاقتصادية. 
الكثير من السلع الكمالية غالباً ما تعتبر رموز المكانة. مصطلح رمز المكانة هو أيضاً مصطلح مستخدم ضمن العلوم الاجتماعية—كجزء من التفاعل الرمزي الاجتماعي —ويتعلق بكيفية تفاعل الأفراد والمجموعات وتفسيرهما لرموز ثقافية متنوعة.

## عبر الأماكن والزمان

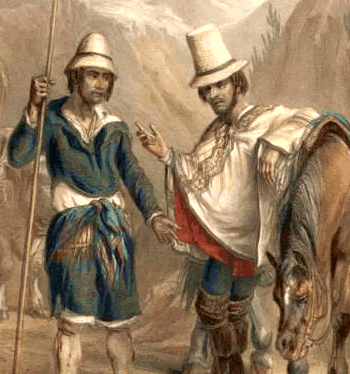
غالباً ما تتعلق الحالة الاجتماعية بالملابس والممتلكات. قارن المدير ذا الحصان والقبعة العالية بالرجل العامل الفقير. الصورة لمشهد في ريف تشيلي في القرن التاسع عشر.

وهم يطمحون بعلو الشأن، يسعى الناس عادة كذلك إلى الحصول على الرموز التي تخص ذاك الشأن العالي. وكما هو الحال مع الرُمُوز الأخرى، فرموز المكانة قد تتغير قيمتها ومعناها بمرور الوقت، وتختلف باختلاف البلدان والأقاليم الثقافية، على حسب اقتصاداتها وتقنيتها.

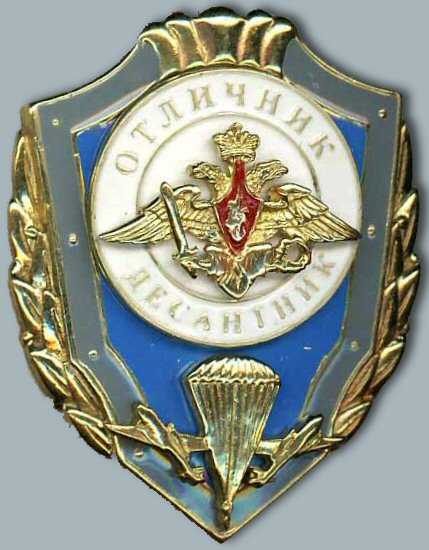
رمز عسكري يشير إلى الامتياز

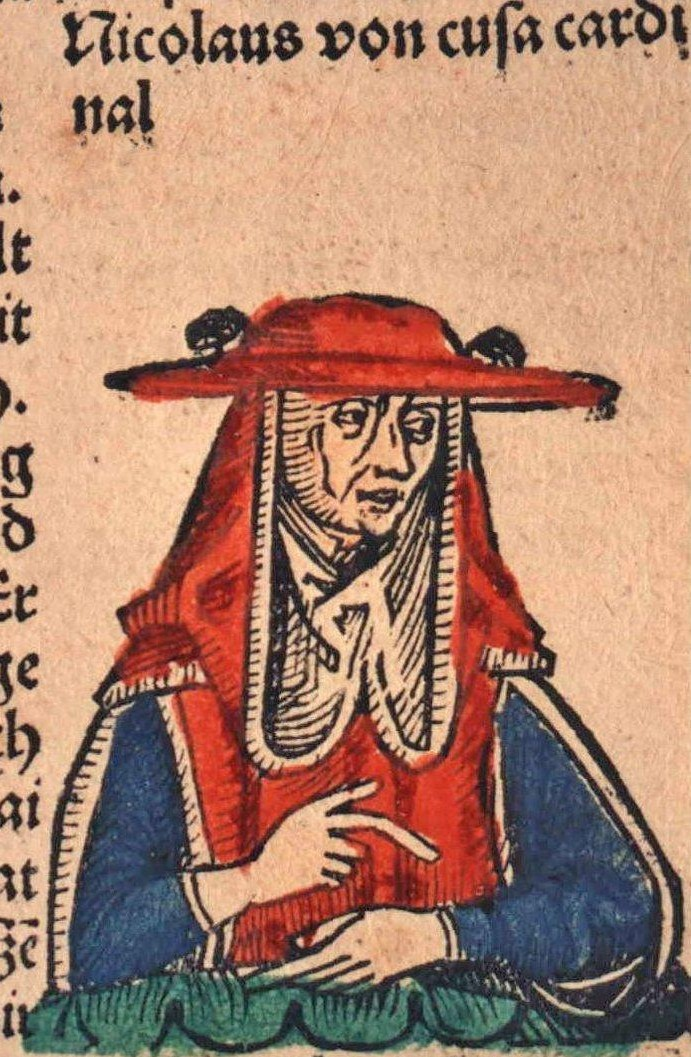
قبعة غاليرو التي تشير إلى الحالة الكنيسية العالية

على سبيل المثال، قبل اختراع آلة الطباعة، كان يعد امتلاك مجموعة كبيرة من الكتب المنسوخة بخط اليد رمزاً للثروة والثقافة. في القرون التالية، أصبحت الكتب (والإلمام بالقراءة والكتابة) أكثر شيوعاً، ففقدت المكتبة الخاصة ندرتها وميزتها كرمز من رموز المكانة، إلا أن المجموعة الوفيرة ما زالت تحظى بالاحترام.
كانت اللآلئ واليشب يمثلان رمزان كبيران للمكانة وخصصت للعائلة الملكية في بعض الثقافات الماضية في الشرق الأقصى. انطبق تخصيص مثل هذه التخاصيص القانونية على التوجة في روما القديمة، وعلى القطن في إمبراطورية آزتك. وخُصصت كذلك ألوان معينة للعائلة الملكية، مثل لون الأصفر الإمبريالي في الصين أو لون البنفسجي الملكي في روما القديمة، وعوقب من قام بعرض هذه الألوان بدون إذن أو تصريح عقوبة شديدة. ورمز آخر من رموز المكانة في الماضي الأوروبي خلال القرون الوسطى كان عرض شعارات النبالة أي عرض اسم العائلة وتاريخها.